# Леонид Кизим
Леонид Денисович Кизим (рус. Леонид Денисович Кизим; Красни Лиман, 5. август 1941. - Москва, 14. јун 2010.) био је совјетски космонаут и генерал-потпуковник у Совјетском ратном ваздухопловству.
Рођен је у месту Красни Лиман, у Доњецкој области, која је тада била део СССР, а данас се налази у Украјини.Завршио је вишу ваздухопловну школу 1975. године, након чега је служио као тест пилот у совјетском ваздухопловству. За космонаута је изабран 23. октобра 1965. године, као део треће ваздухопловне групе. Кизим је у свемир летео као командант посаде летелица Сојуз Т-3, Сојуз Т-10 и Сојуз Т-15, а био је резервни члан посаде за мисију Сојуз Т-2. Као члан мисије Сојуз Т-15 био је у прилици да посети две свемирске станице које су се налазиле у ниској Земљиној орбити – Саљут 7 и Мир, што нико до тада, а ни од тада није поновио. Касније је био заменик директора центра за сателитску комуникацију при руском министарству одбране.
У пензију је отишао 13. јуна 1987. године. Умро је 14. јуна 2010. године, у Москви.Био је ожењен и из тог брака има двоје деце.

## Спољашњи везе
- Биографија на сајту
- KIZIM, Col.-Gen. Leonid Denisovich
- Leonid Denissovich Kizim,